# Про Арте
Фонд «ПРО АРТЕ» — петербургский благотворительный фонд культуры и искусства «ПРО АРТЕ» — некоммерческая негосударственная организация, созданная в 1999 году. Основные направления работы: визуальные искусства, музейное дело, инклюзия, культурная журналистика. Фонд организует выставки, фестивали, инклюзивные спектакли,  лаборатории, лекции, семинары, конференции,  концерты, а также реализует учебные программы для молодых художников, журналистов, дизайнеров. Многие проекты созданы в партнёрстве с Государственным Эрмитажем, Большим драматическим театром им. Г. А. Товстоногова, Музеем истории Санкт-Петербурга, Российским этнографическим музеем, Новой сценой Александринского театра и Санкт-Петербургским государственным университетом.
Фонд является инициатором и организатором двух крупных музейных фестивалей Петербурга — «Современное искусство в традиционном музее» (2000–2019 гг.) и Петербургская биеннале музейного дизайна (2014–2018 гг.),  в которых приняли участие около 100 петербургских музеев и более 250 художников и дизайнеров из 20 стран мира.
С 2011 года Фонд активно развивает инклюзивные программы с участием людей с особенностями зрения («Зримые вещи»,  «Не зря»). В 2017 году проект «Музыка для всех» с участием незрячих музыкантов стал лауреатом Государственной премии в области современного искусства «Инновация» в номинации «Образовательный проект».
В 2021 году Фонд «ПРО АРТЕ» стал лауреатом Государственной премии в области современного искусства «Инновация» в номинации «За поддержку современного искусства России»,  а также вошёл в рейтинг фондов помощи искусству — топ-20 фандрайзинговых НКО, специализирующихся на благотворительной поддержке культуры и искусства.
В 2022 году Фонд «ПРО АРТЕ» передал в дар библиотекам Санкт-Петербурга около 5 000 различных изданий в области культуры и искусства — в рамках благотворительной акции Фонда «Книги в дар».
С 2022 года Фонд является организатором конкурса профессионального мастерства для журналистов и блогеров в сфере культуры «Искусный глагол» имени В.Ю. Матвеева.  Конкурс создан в 2015 году по инициативе Екатеринбургского музея изобразительных искусств, учредителями выступили Государственный Эрмитаж, Благотворительный фонд Владимира Потанина, Екатеринбургский музей изобразительных искусств.